# Матилда II (Есен)
Матилда II (на немски: Mathilde II; * 949, † 5 ноември 1011, Есен) от род Лиудолфинги (Саксонска династия), е от 971 г. абатеса на манастир в Есен и внучка на император Ото I Велики.

## Биография
Тя е дъщеря на Лиудолф от Швабия († 957), херцог на Швабия и крал на Италия, и съпругата му Ида († 986), от род Конрадини, дъщеря на швабския херцог Херман I. Сестра е на херцог Ото I от Швабия и Бавария († 982).
Матилда е дадена за възпитание в манастир Есен. Там тя получа образование от абатеса Хатвиг. Научава латински и гръцки и по-късно става абатеса на манастира.
След смъртта на брат си Матилда управлява собствеността на фамилията. Тя възпитава Матилда Саксонска, третата дъщеря на император Ото II и Теофано. През 993 г. император Ото III посещава манастир Есен и оставя там короната си, с която през 983 г. като малък е коронован за крал, и своя стоманен меч, който започва да служи на абатесите в церемониите. Ото III посещава манастира и през 984 и 986 г. През април 997 г. Матилда отива на дворцовото събрание на Ото в Дортмунд, където Ото отново подарява на манастира кралски земи. Матилда има средства и подарява златни кръстове на манастира.
Матилда умира на 5 ноември 1011 г. в Есен. Нейна наследница става София, дъщеря на император Ото II и императрица Теофано.